# 韓国正教会
韓国正教会大教区は、韓国における正教会の府主教区。コンスタンティノープル総主教庁の管轄下にある。運営財団法人(公益法人)は韓国正教会維持財団。

府主教座聖堂は、ソウル特別市のソウル聖ニコラオス大聖堂。2018年時点での信徒数は約4,000人。

なお、ここでは、上記府主教区の他にモスクワ総主教庁管轄下にある北朝鮮における正教会についても扱う。

## 歴史

### モスクワ総主教庁管轄下 (1900年 - 1955年)
韓国の正教会は掌院クリサントス・セトコフスキーが1900年に在韓ロシア人正教徒とロシアで洗礼を受けた韓国人正教徒を牧会するために来韓したことを起源とする。1903年には漢城府（現在のソウル）に聖ニコライ聖堂（現在の聖ニコラオス大聖堂とは別。後述）が建ち、伝道が始まった。所属は、当初、サンクトペテルブルク府主教区、1908年よりウラジオストク主教区であった。
ところが、1917年にロシア革命が勃発すると、モスクワ総主教庁からの支援が絶たれ、韓国の正教会は苦難の道を歩まねばならなくなった。この情勢下において、韓国の正教会は1921年に、東京大主教区（1931年より東京府主教区）管轄下となった。ただ、日本内地では、1940年に宗教団体法によって、日本人以外の宗教団体統括者はその地位を追われることとなったが、韓国では、1949年に掌院ポリカルプ（プリイマク）がソビエト連邦スパイ容疑で韓国警察に逮捕・追放されるまで、ロシア人聖職者が韓国の正教会を導き続けた。だが、1950年に朝鮮戦争が勃発し、当時唯一の神品であった司祭アレクセイ金義漢（김의한：キム・ウィハン）が北朝鮮に拉致されるに及んで、韓国の正教会は完全に活動停止に追い込まれるに至った。
その中にあって、司牧支援を行ったのはギリシャ軍の従軍司祭達であった。掌院アンドレアス・ハルキオブロスは、破損した聖ニコライ聖堂を修復し、司牧活動を行った。また、1954年1月に、ボリス文履春（문이춘：ムン・イチュン）を日本に密航させ、東京でイリネイ主教（肩書当時）から神品機密が受けられるように取り計らった。この流れもあって、1955年の降誕祭後の信徒総会でコンスタンティノープル総主教庁管轄下に移ることを満場一致で決議し、韓国の正教会はモスクワ総主教庁からコンスタンティノープル総主教庁の管轄下に移ることとなった。

### コンスタンティノープル総主教庁管轄下 (1955年 - )
1956年からアメリカ大主教区の管轄下に入り、韓国の正教会は新局面を迎えることとなった。聖ニコライ聖堂の敷地は韓国政府に没収されそうになったが守り通し、新たに購入した麻浦区の土地に1968年にビザンティン様式のソウル聖ニコラオス大聖堂を建設・移転し、現在の韓国正教会の基礎が形成された。
躍進が始まったのは、1970年にニュージーランド府主教区の管轄下に入ってからである。ディオニシオス府主教の司牧下のもと、1975年に掌院ソテリオスが韓国に派遣され、1980年の釜山を皮切りとして、韓国の正教会は初めてソウルを越え、韓国の主要部に宣教された。そして、2004年4月20日に、韓国の正教会は初めて独立した府主教区である韓国大教区を設立。ソテリオス主教が府主教に昇叙され、同年6月20日に着座した。なお、現在の府主教は2代目のアンヴロシオス。
コンスタンティノープル総主教ヴァルソロメオス1世は、1995年、2000年、2005年、2018年の4度にわたって韓国を訪問した。

### 北朝鮮における正教会

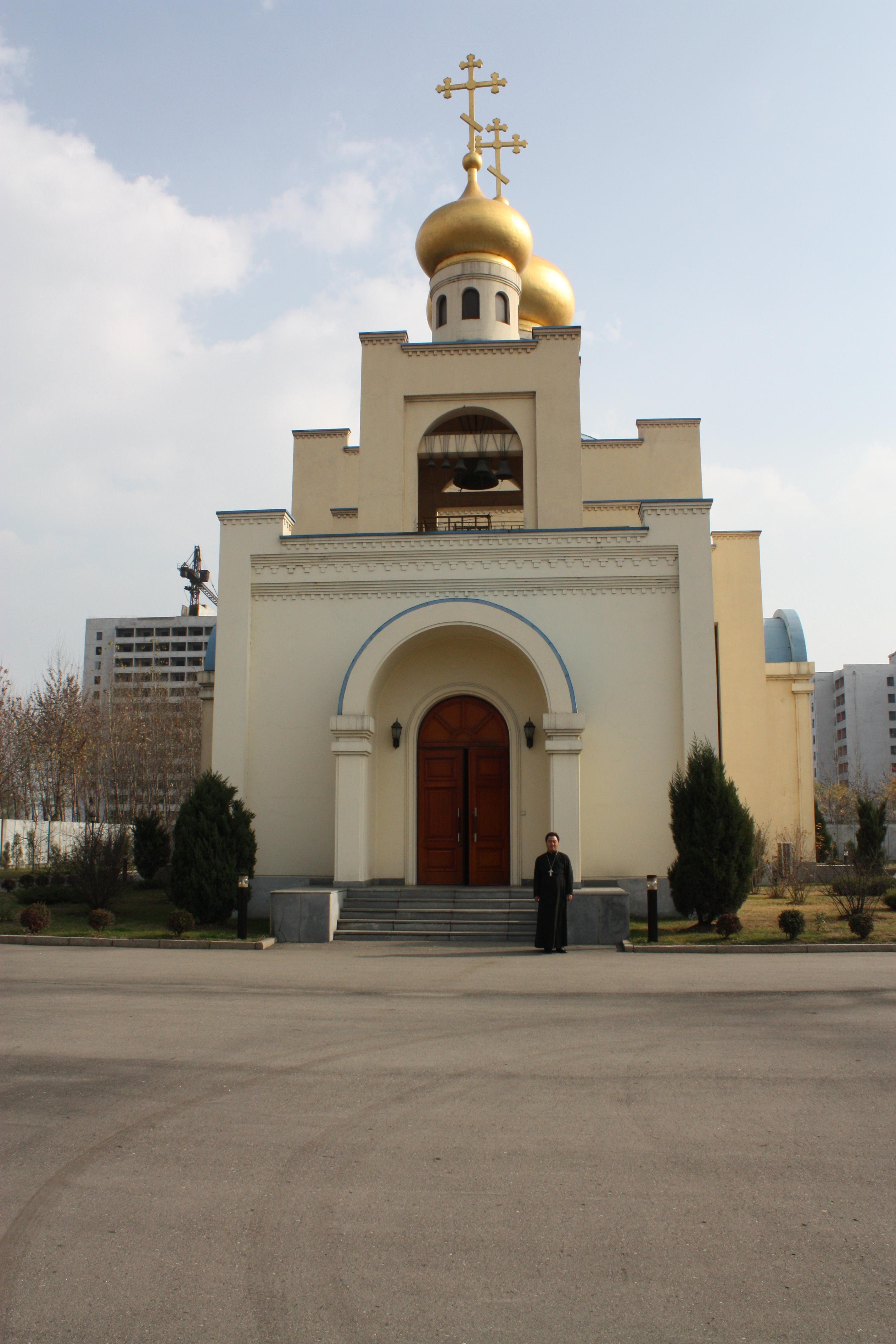
平壌にあるロシア正教会至聖三者聖堂(貞栢寺院)

一方、38度線による南北分断後、北朝鮮では長らく公認されていなかったが、2006年8月13日に平壌直轄市楽浪区域貞栢洞(北緯38度58分54秒 東経125度44分45秒 / 北緯38.981780度 東経125.745766度)で政府公認のロシア正教会至聖三者聖堂（貞栢寺院[チョンベクサウォン]、朝鮮語: 정백사원）がスモレンスク及びカリーニングラードの府主教（現：モスクワ総主教）キリルによって成聖された。

## 現況
現在、韓国国内には8つの聖堂（教会としては7つ）と2つの礼拝堂及び2つの修道院がある。
主な聖堂としては仁川聖パブロス聖堂と釜山生神女福音聖堂が挙げられる。週一回、『正教会週報』を紙及びpdfファイルで配布している。

釜山生神女福音聖堂(釜山広域市)
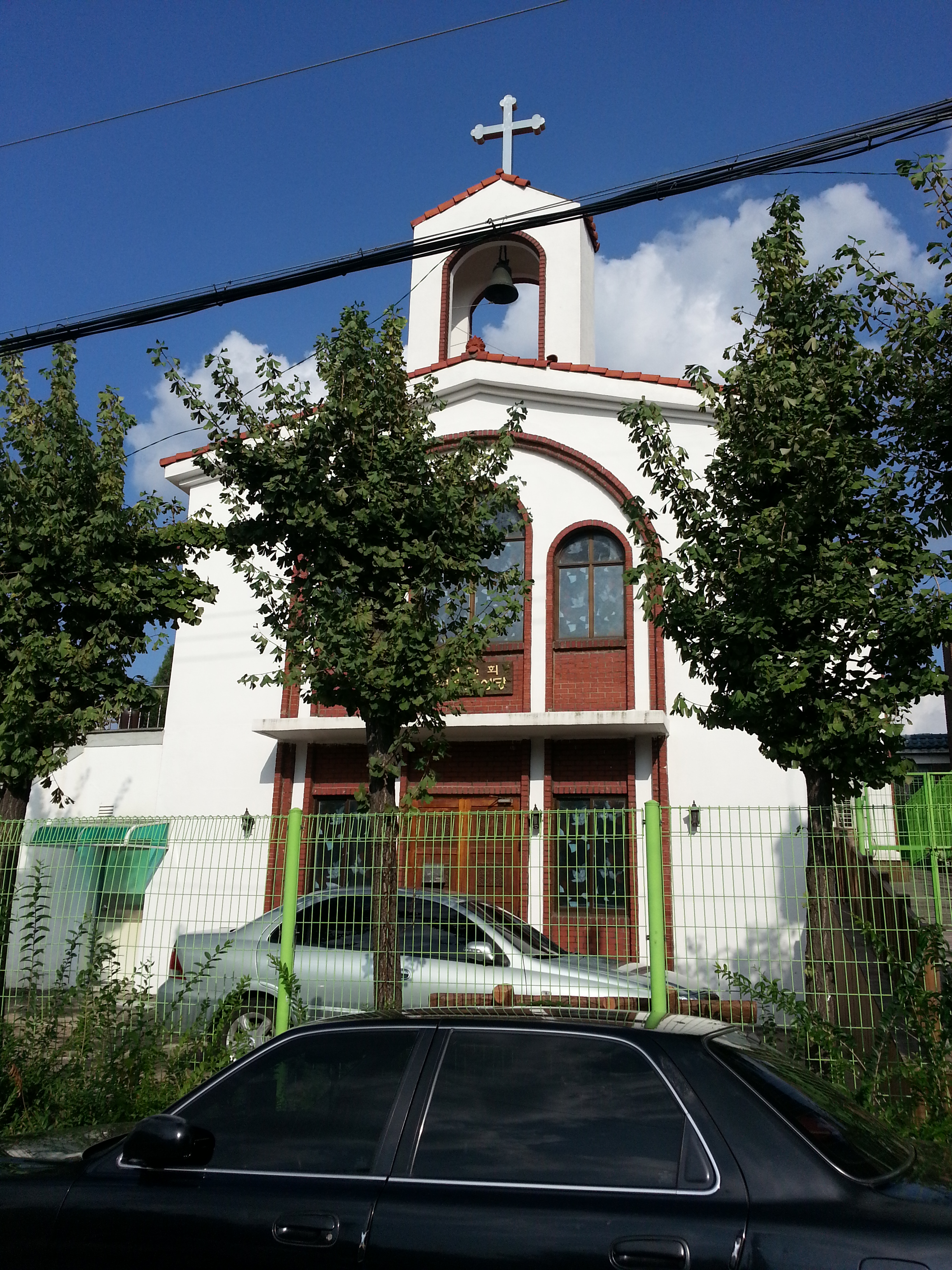
仁川聖パウロ聖堂(仁川広域市)
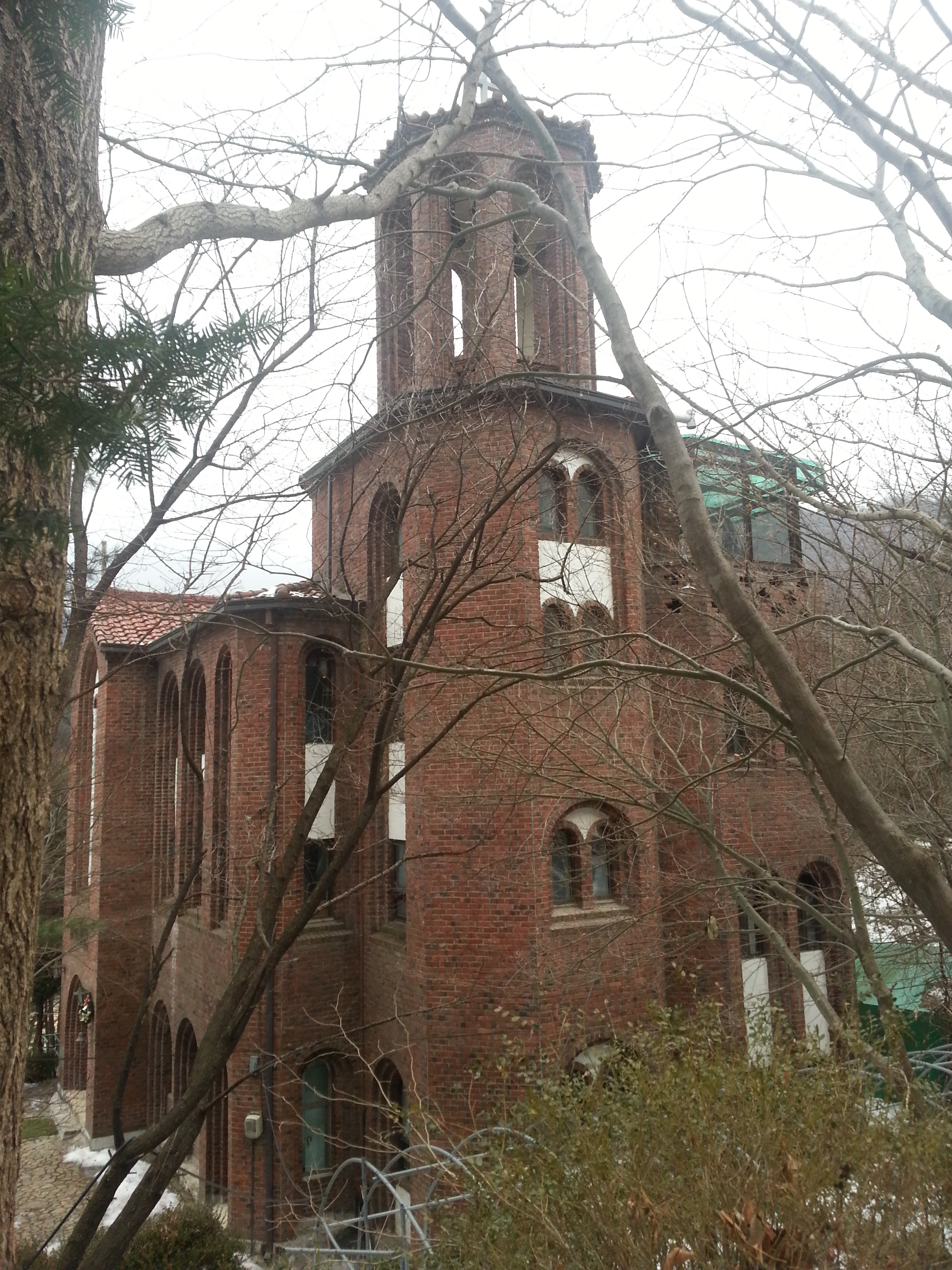
加平救世主顕栄修道院(京畿道加平郡)
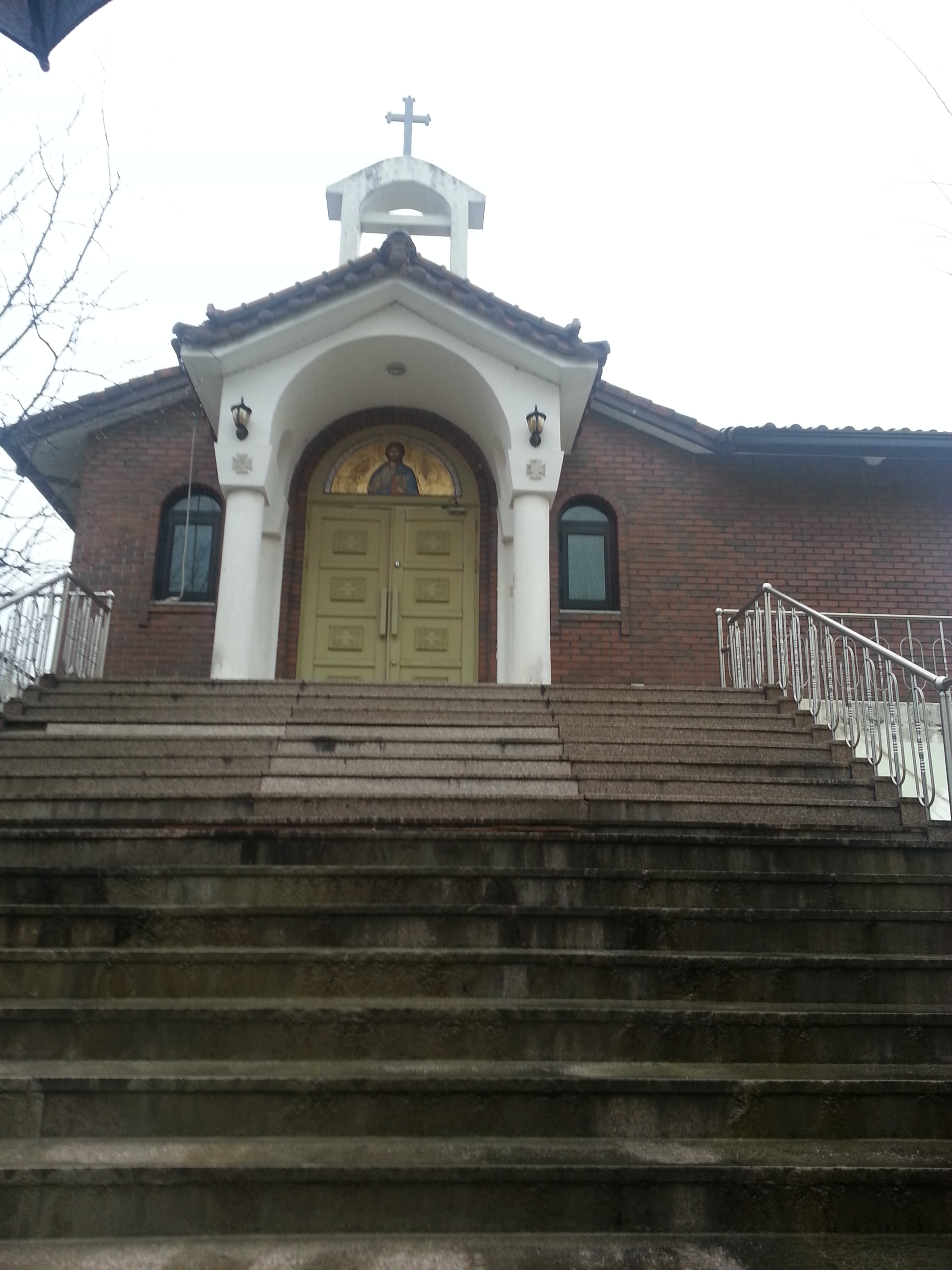
春川聖ボリス聖堂(江原特別自治道春川市)
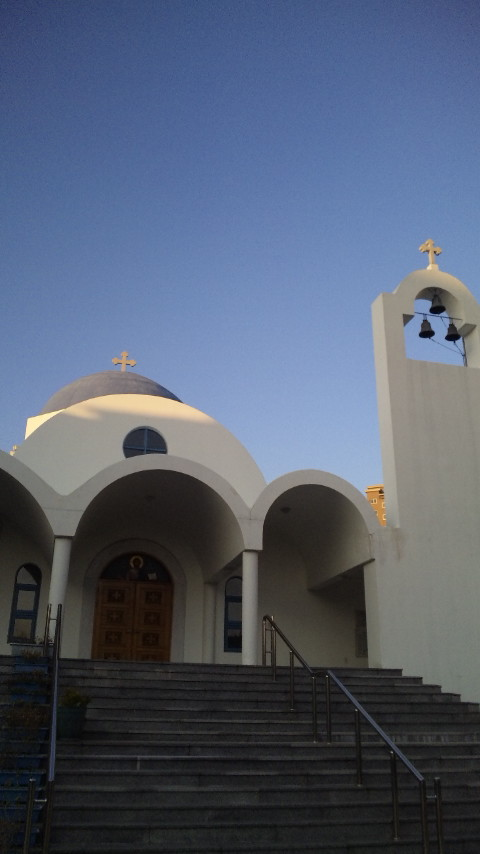
蔚山聖ディオニシオス聖堂(蔚山広域市)

### 韓国府主教区

#### 聖堂
別記記載分を除く。
- ソウル聖ニコラオス大聖堂（ソウル特別市) - 府主教座聖堂。1903年開教、1968年再建。敷地内に『聖マクシム聖堂』もある。
- 仁川聖パブロス聖堂(仁川広域市) - 1985年開教。
- 釜山生神女福音聖堂(釜山広域市) - 1982年開教。現地用語では『釜山聖母喜報聖堂』
- 全州生神女就寝聖堂(全羅北道全州市) - 1987年開教。現地用語では『全州聖母安息聖堂』
- 春川聖ボリス聖堂(江原特別自治道春川市)
- 蔚山聖ディオニシオス聖堂(蔚山広域市)

#### 修道院
- 加平救世主顕栄修道院(京畿道加平郡) - 1988年開教。現地用語では『加平救世主変貌修道院』
- 楊口聖アンドレア修道院(江原特別自治道楊口郡) - 1989年開教。『聖アンドレア聖堂』がある。

#### 正教会関連の学校等
- 全州芸術高等学校（朝鮮語版）[11](全羅北道完州郡) - 校内に『聖アンナ礼拝堂』がある。
- 聖母喜報保育園 - 釜山生神女福音聖堂附属。

#### 墓地
- 韓国正教会墓地(京畿道坡州市) - 1998年設立。敷地内に『龍尾里救世主復活礼拝堂』がある。